# 蔡细春
蔡细春（1968年9月—），江西永修人，汉族，无党派人士。中华人民共和国政治人物、第十三届全国人民代表大会江西省代表。

## 生平
2018年，蔡细春被选为江西省出席第十三届全国人民代表大会代表。